# صحراء التتار (فلم)
صحراء التتار (بالإيطالية: Il deserto dei Tartari) هو فيلم من إخراج فاليريو زورليني. الفيلم عبارة عن تأليف رواية للكاتب الإيطالي الشهير دينو بوتزاتي.
تم تصوير العديد من مشاهد هذا الفيلم في قلعة بام.
كان بهمن فرمان عارة أحد منتجي الفيلم.
من الممثلين الإيرانيين في هذا الفيلم سعيد كوناغراني ومحمد علي كيشافارز وبابي كاميرون.
تم عرض النسخة المجددة من الفيلم في مهرجان كان السينمائي الخامس والستين في السنة الثانية.'

## روابط خارجية
- مقالات تستعمل روابط فنية بلا صلة مع ويكي بيانات